# Orcenico Superiore
Orcenico Superiore (Durcinins Disore in friulano standard, Dursinins Disora in friulano occidentale) è una frazione del comune di Zoppola (PN), in Friuli-Venezia Giulia.

## Origine del nome
Il toponimo è da far risalire con tutta probabilità all'epoca della centuriazione romana dell'agro di Concordia Sagittaria, avvenuta nella zona a partire da Castions, abitato di epoca preromana e probabile sede di un castelliere.
L'etimo deriva dal nome del colono fondatore del paese, Urcinus, evolutosi dal suffisso -icus che indica proprietà e poi mutato per le influenze celtiche presenti nella zona, secondo il processo -iciu>-ici>-isi>îs>ins in cui, allo stadio finale, viene inserita una n in epentesi dovuta all'assonanza con la precedente; in quanto alla D si tratta di una preposizione agglutinata, fenomeno tipico dei toponimi friulani entranti in vocale.
Origine analoga si ha per i toponimi delle frazioni di Poincicco (dal nome del fondatore Pollentius) e Cusano (da Cusius/Cuttius) appartenenti anch'esse al comune di Zoppola.
Il toponimo permette pochi confronti, limitati al solo Urcinins, frazione del comune di Buja.
Teorie alternative ma meno probabili sostengono che il toponimo derivi dal vocabolo latino ursus (orso) o, in alternativa, dal termine, sempre latino, urcĕŏlus (brocca) anche se non esistono prove della presenza di orsi nella zona in epoca storica o della produzione intensiva di vasi.

## Popolazione
La popolazione residente è di 806 abitanti, raggruppati in 258 nuclei familiari; i maschi sono 492 e le femmine 314. Gli stranieri residenti sono 44 pari al 5,5%.
Il cognome ampiamente più diffuso in paese è Fabbro che molto probabilmente si riferisce all'antica professione dei suoi abitanti; in paese esiste ancora una via chiamata battiferro e la presenza di numerosi fiumi, oltre che la vicinanza ad un borgo quale Castions (non tuttavia così prossimo da poter essere causa accidentale di incendi) rendevano il luogo ideale per il prosperare di una tale attività.
Altri cognomi originari del paese sono: Ius e Lombardo mentre gli altri cognomi derivano dai lavoratori, detti fituai che, dalla fine dell'Ottocento, iniziarono ad affluire nella zona dalla bassa friulana e veneta per lavorare la terra al servizio dei vari proprietari terrieri ed a cui, alla fine del servizio prestato, anziché la corresponsione di una somma di denaro, veniva concessa la proprietà di una casa.

## Storia
La popolazione italica originaria del territorio era quella degli Euganei, fra il X e il VII secolo a.C. a tale popolazione si sovrapposero i Veneti di origine illirica e provenienti dalla regione danubiana, a loro volta ad essi si sostituirono nel V secolo a.C. i Carni popolo di origine celtica. Gli insediamenti di tali popolazioni assunsero la nella zona la forma dei castellieri, costruiti in prevalenza su isole fluviali.
I primi coloni romani erano presumibilmente soldati veterani posti in quiescenza ma che avevano anche il compito di vigilanza sul territorio, erano di stirpe latina o comunque italica (Sanniti provenienti dall'odierna Campania e Abruzzo) e semi-autoctoni provenienti dalla Gallia Cisalpina. Tracce dell'abitato romano di Orcenico sono state rinvenute presso via Isonzo e i reperti ritrovati sono ora visibili presso il museo di Pordenone.
A causa delle invasioni che si susseguirono a partire dal declino dell'impero romano, con il saccheggio di Aquileia da parte di Attila nel 452, fino alle 15 devastanti invasioni da parte degli ungari fermati solo nel 955 da Ottone I, la quasi totalità della popolazione di Orcenico si ritirò presso la vicina e più difendibile Castions, il cui nome ci indica la sua primitiva origine (castellonum dal latino castrum ovvero fortezza). Non vi sono riferimenti ad Orcenico durante il periodo della dominazione longobarda e carolingia.
La prima testimonianza scritta su Orcenico risale al 1268 ma già nel 1309 Rizzardo II da Camino in marcia verso Udine con le truppe dà alle fiamme, fra le altre, anche alla villa di Orcenico.
Nei documenti più antichi il territorio di Orcenico risulta di proprietà della famiglia cividalese dei De Portis, altri beni erano posseduti dal monastero cividalese di Santa Maria in Cella e dai signori di Maniago, Pinzano e Ragogna. Data la lontananza di questi il paese non godeva di alcuna effettiva protezione e soffriva di scorrerie e soprusi. Nella seconda metà del XIV secolo tali nobili, data la scomodità della gestione di territori da loro così distanti, vendettero i loro possedimenti ai ben più vicini signori di Valvasone che ben presto acquistarono la quasi totalità dei terreni del paese.
Di nuovo nel 1381 Orcenico insieme agli altri paesi dell'area venne coinvolto negli scontri interni alla Patria del Friuli fra truppe patriarchine e filoveneziane.
Un'altra invasione, l'ultima (se non si considerano i passaggi di truppe, relativamente indolori, durante i conflitti successivi), e forse la più grave, si registra nel 1499, questa volta ad opera dei Turchi, che con 7'000 uomini sotto il comando dell'albanese Iskander-Beg, sbaragliata facilmente la pur eroica 'cernide' (miliza costituita dai contadini locali, 260 furono i caduti del contingente di 800 uomini); dopo avere saccheggiato e bruciato 132 villaggi e causato un totale di circa 10'000 vittime e 2'000 prigionieri (altri furono uccisi durante la ritirata, avendo giudicato il loro numero eccessivo). La scorreria fu voluta da Ludovico il Moro e Massimiliano d'Austria per contrastare l'asse fra la Francia e la Repubblica di Venezia che in quest'occasione non fece nulla per opporsi all'invasione. Quest'evento ispirò il dramma pasoliniano 'I turcs 'tal Friul'. 
Infine, nel 1511 il paese fu toccato marginalmente dai moti del Crudele giovedì grasso.
Nel 1575 la chiesa di Orcenico ottiene il decreto di separazione dalla chiesa madre di Castions, diventando da essa indipendente per quanto riguarda le cerimonie liturgiche, si procedette dunque all'immediata erezione di una chiesa sul luogo che ospitava una precedente cappella, la cui prima testimonianza risale al 1414 ma certamente molto più antica e i cui resti sono riemersi durante recenti scavi archeologici. Con successive modifiche, la chiesa è giunta fino ai giorni nostri.
Nei secoli passati esisteva in paese una forma di autogoverno basata sull'elezione di due 'camerari' da parte dell'assemblea dei capifamiglia, questi erano soliti riunirsi sotto un albero di tiglio tuttora presente. I camerari venivano eletti in primavera e duravano in carica un anno, avevano il compito di gestire i beni pubblici e rappresentare la popolazione presso le autorità ed il parroco (per esempio decidendo se un intervento all'edificio della chiesa andasse finanziato o meno) oltre che il compito di dirimere le controversie.
Durante la Campagna d'Italia, il 16 marzo 1797 Napoleone Bonaparte, dopo aver soggiornato per due giorni presso il castello di Valvasone, si scontrò vittoriosamente con le truppe austriache presso Ponte della Delizia (frazione di Casarsa della Delizia), località strategica in quanto sede di uno degli allora quattro ponti sul Tagliamento.
La toponomastica locale ricorda ancora il cosiddetto prat dàli' colònis (prato delle colonne, presso la frazione di Murlis) dove l'imperatore fece costruire un palco per poter parlare alle truppe.
Sebbene non ne sia stata trovata traccia nei documenti dell'epoca è dunque quasi certo che Napoleone passò per Orcenico in quanto la strada che lo attraversa congiunge i tre punti (Valvasone, prato delle colonne e Ponte della Delizia)
Nell'anno 2002 la chiesa parrocchiale è stata integralmente restaurata assieme alla torre campanaria.
Anticamente si era adottato l'uso di una particolare unità di misura del volume tipica di Valvasone, il 'tommaso'. Secondo la leggenda, infatti, l'apostolo San Tommaso durante i suoi viaggi di predicazione sarebbe passato per la zona, lasciandovi una coppa dalla cui capienza si era poi ricavata la misura.

## Geografia fisica

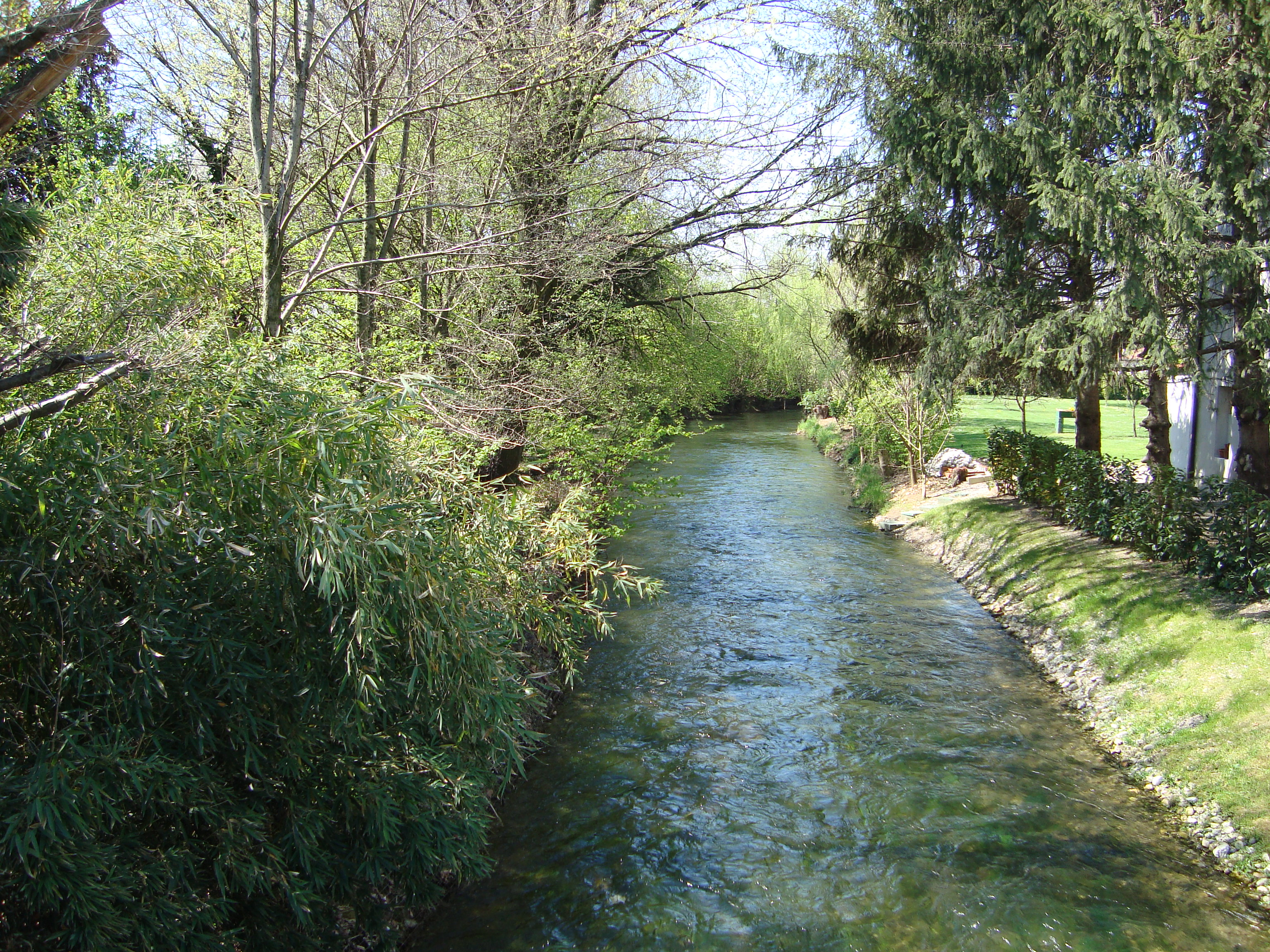
Il fiume Fiume

Il paese si estende tra Casarsa della Delizia e Castions di Zoppola; la zona è ricca di risorgive ed il suo territorio è bagnato da ben quattro corsi d'acqua: il fiume più importante è il Fiume che si immette nel fiume Sile all'altezza di Azzanello di Pasiano.
Gli altri tre corsi d'acqua sono: la roggia Mussila, il rio Gromania, e il flum di Bosc, corsi d'acqua assai brevi che si congiungono al fiume Fiume in prossimità della frazione di Orcenico Inferiore.
La parte più antica dell'abitato si sviluppa attorno a piazza Cavour con l'antistante chiesa e si estende poi lungo la strada che congiunge Castions e Casarsa con una parte che si sviluppa anche in direzione di San Lorenzo; in corrispondenza del centro storico le costruzioni sono per lo più realizzate ristrutturando le antiche dimore che ricalcano ancora i percorsi delle primitive vie e delle antiche seppur modeste mura, i cui resti sono ancor oggi in parte visibili in diversi punti.
Sul territorio di Orcenico Superiore si trova l'11º Reggimento bersaglieri dell'Esercito Italiano, con la caserma Leccis che negli anni della guerra fredda ha ospitato l'11º Battaglione Bersaglieri Caprera ed una compagnia del genio.

## Economia
Orcenico Superiore conta oggi circa 800 abitanti, la maggior parte dei quali impiegata presso le aziende del pordenonese; infatti dal secondo dopoguerra si è registrato il passaggio da un'economia basata sull'agricoltura ad una basata appunto sul lavoro dipendente. La presenza di agricoltori risulta quindi sensibilmente diminuita anche se, dal punto di vista paesaggistico, l'elemento dominante sono ancora le coltivazioni (mais, orzo, soia, vitigni).

## Luoghi di interesse

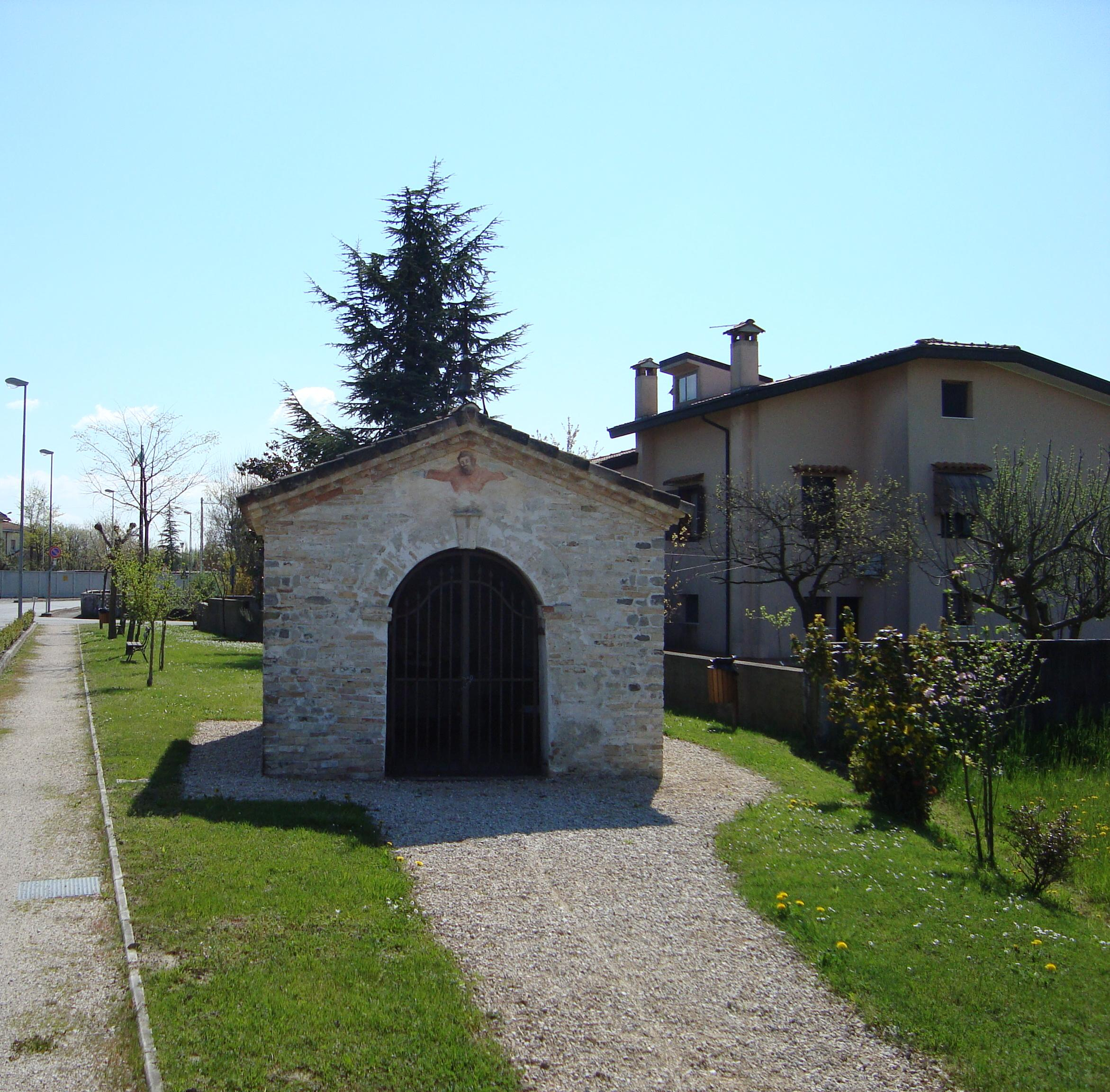
Glesiut di Sant'Urbano

Oltre alla chiesa parrocchiale sono diversi i luoghi di interesse da visitare:
- Glesiut di Sant'Urbano: piccola e antica chiesa dedicata al santo
- Capitelli votivi: sono almeno cinque i capitelli votivi eretti nel paese
- Piazza e centro storico
- I resti delle antiche mura ancora visibili in diversi punti
- Chiesa parrocchiale, risalente al Settecento

## Eventi e sport
Tra le manifestazioni organizzate ad Orcenico Superiore:
- Gennaio: tradizionale foghera dell'Epifania
- Febbraio: sfilata carnevalesca, in collaborazione con le altre associazioni del comune di Zoppola
- Maggio: Giornata dell'infanzia, in collaborazione con UNICEF e le altre associazioni del comune di Zoppola
- Luglio: Festa della Madonna del Carmine, con tradizionale processione che un tempo giungeva fino al capitello di Santa Cunizza oggi ridotto ad un rudere. Originariamente collocata in un capitello presso il fiume Fiume ora distrutto a causa di un carro armato la statua della Madonna, miracolosamente salvatasi, viene potata a spalla dai membri della Confraternita del Carmelo.
- Luglio: Sagra dei Gamberi un tempo detta anche 'Fista dai pirus' (Festa delle pere, vendue durante la ricorrenza); rivisitazione moderna dell'antica tassa da pagare ai signori di Valvasone durante la Settimana Santa in forma di ceste di gamberi di fiume, un tempo molto abbondanti nei fiumi della zona.
- Agosto: Festa del Santo Patrono, San Lorenzo

Fino al 2014, Orcenico possedeva la propria squadra di calcio, l'Orcenico Superiore, che nell'ultimo anno di attività, ha militato in Terza Categoria  senza disporre di un proprio campo da calcio.

## Letteratura
Orcenico Superiore ha ospitato le passeggiate di Pasolini, che dal 1943 al 1949 ha vissuto a Casarsa della Delizia presso la madre. Il poeta ha voluto descrivere, con toni forse esageratamente malinconici, questo paese in una sua poesia intitolata le gioie di Orcenico.
Alba, dà un po' d'argento

al grigio Orcenico

che come un mendico

vive solo e stento.
Alba...

Quattro pere e un'armonica

siano le sole gioie

della tua sagra in cuore dell'estate
Orcenico...

Sera, dà un po' di fuoco

al grigio Orcenico

che come un mendico

d'ogni cosa ha poco
Sera...

Un ragazzo che fischia

Sia la sola gioia

delle tue feste tristi e disertate!
Orcenico...

Morte, dà un po' di nero

al grigio Orcenico

che come un mendico

non teme il tuo mistero.
Morte...

Quattro pere, un ragazzo

e un camposanto siano

le tue gioie sudando guadagnate»
(Le gioie di Orcenico - Pier Paolo Pasolini)

## Galleria d'immagini

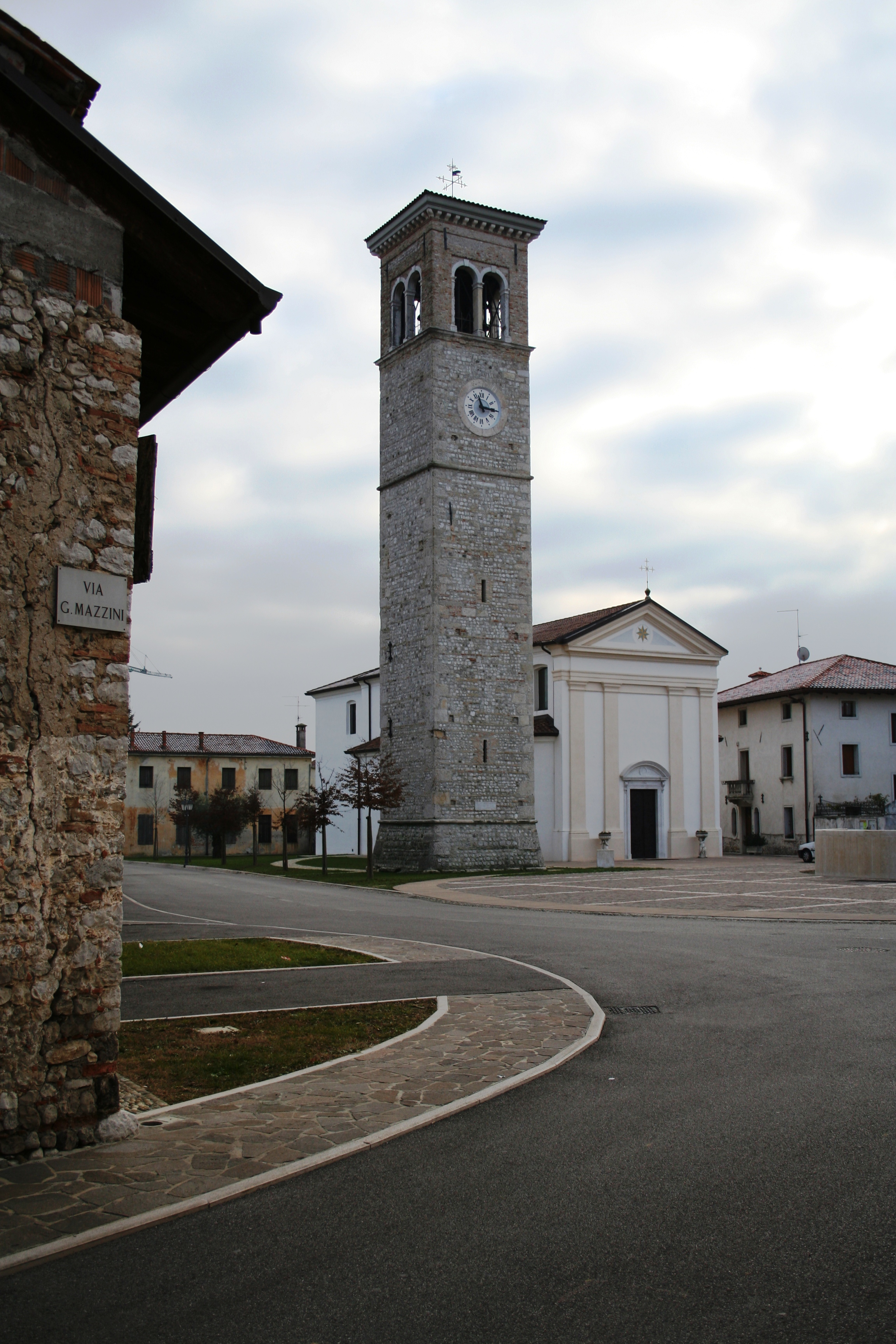
Piazza Cavour
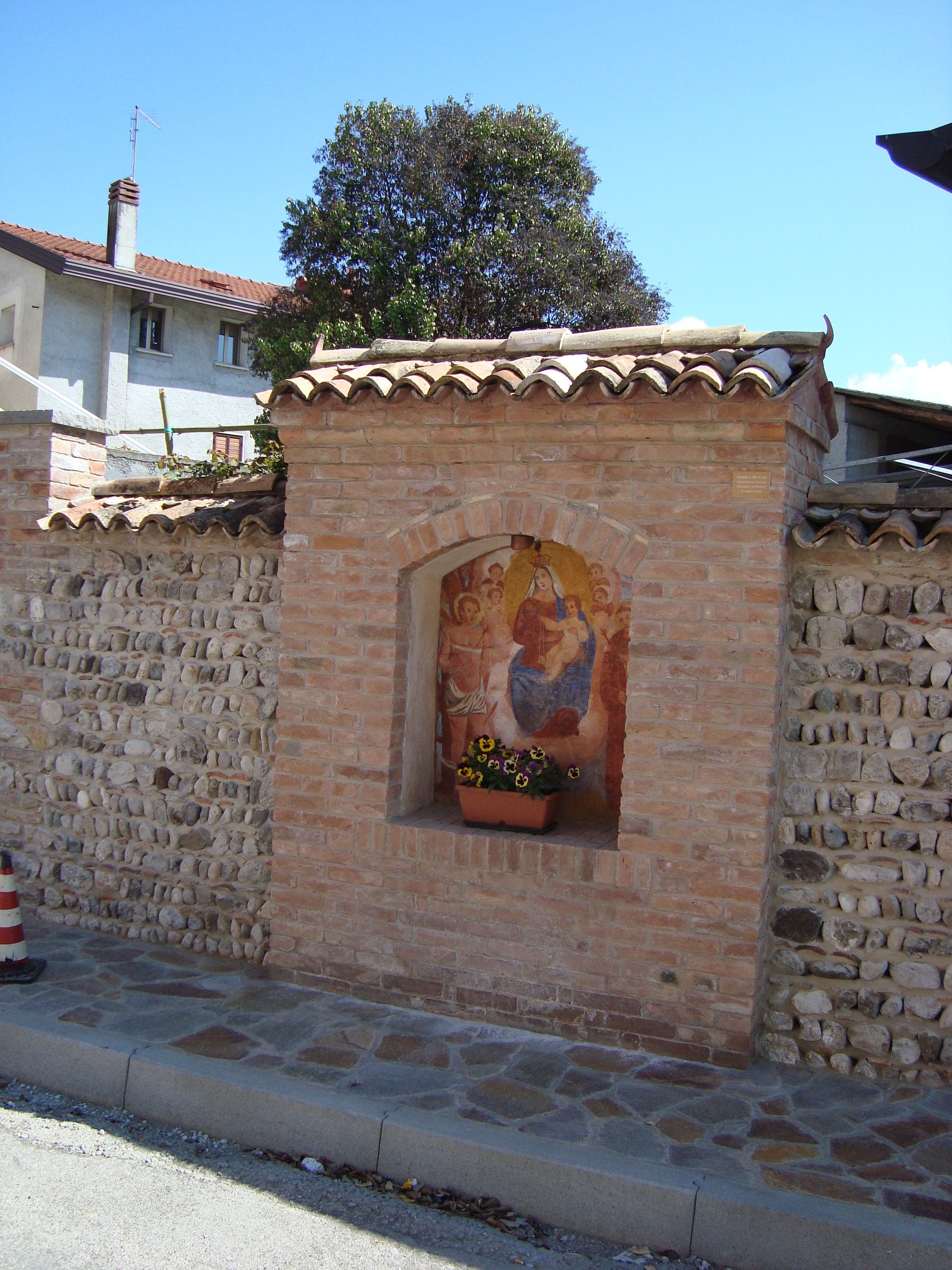
Capitello di Santo Stefano
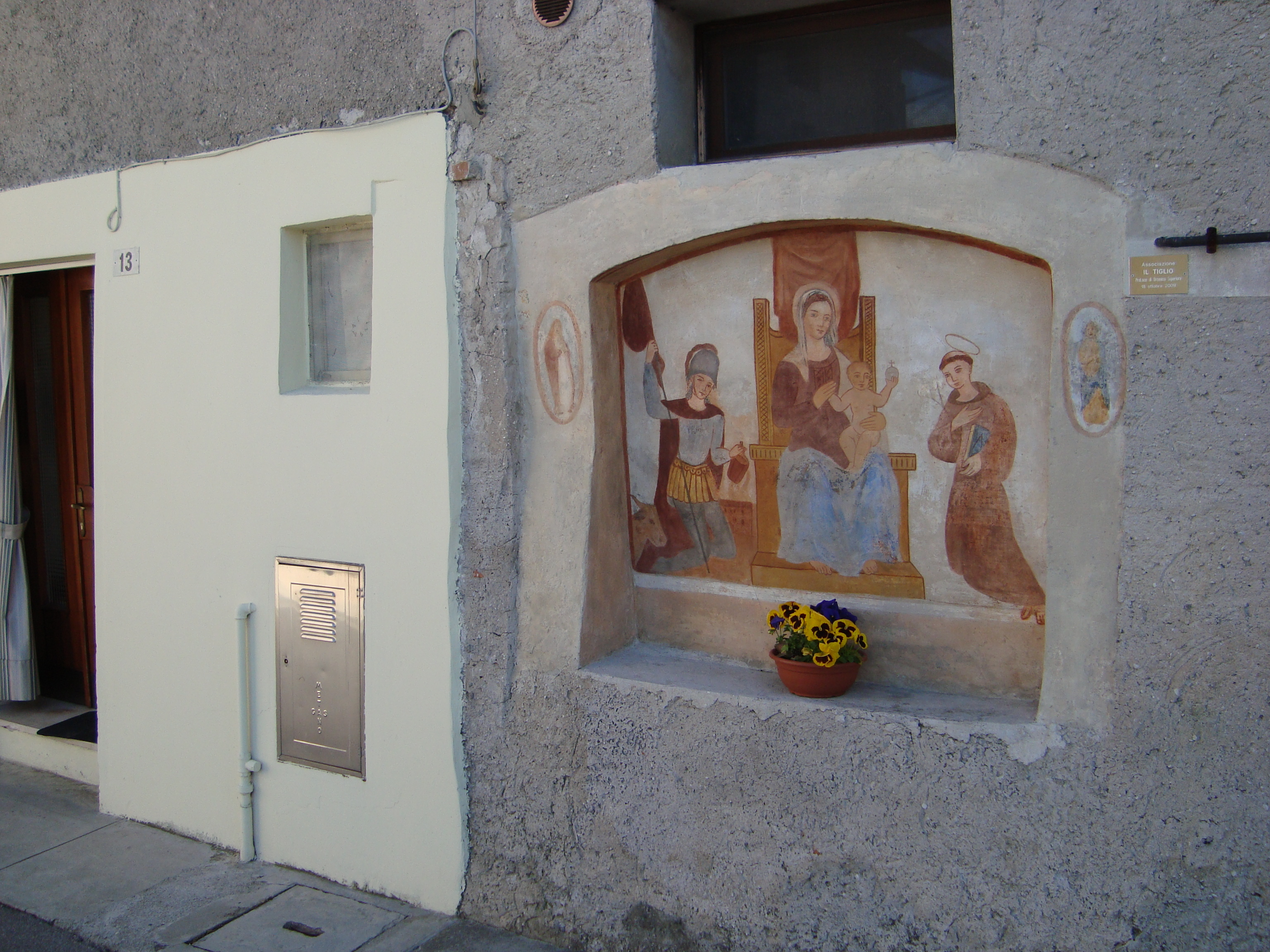
Altro capitello